# 托定咸宫路怀特腓会幕

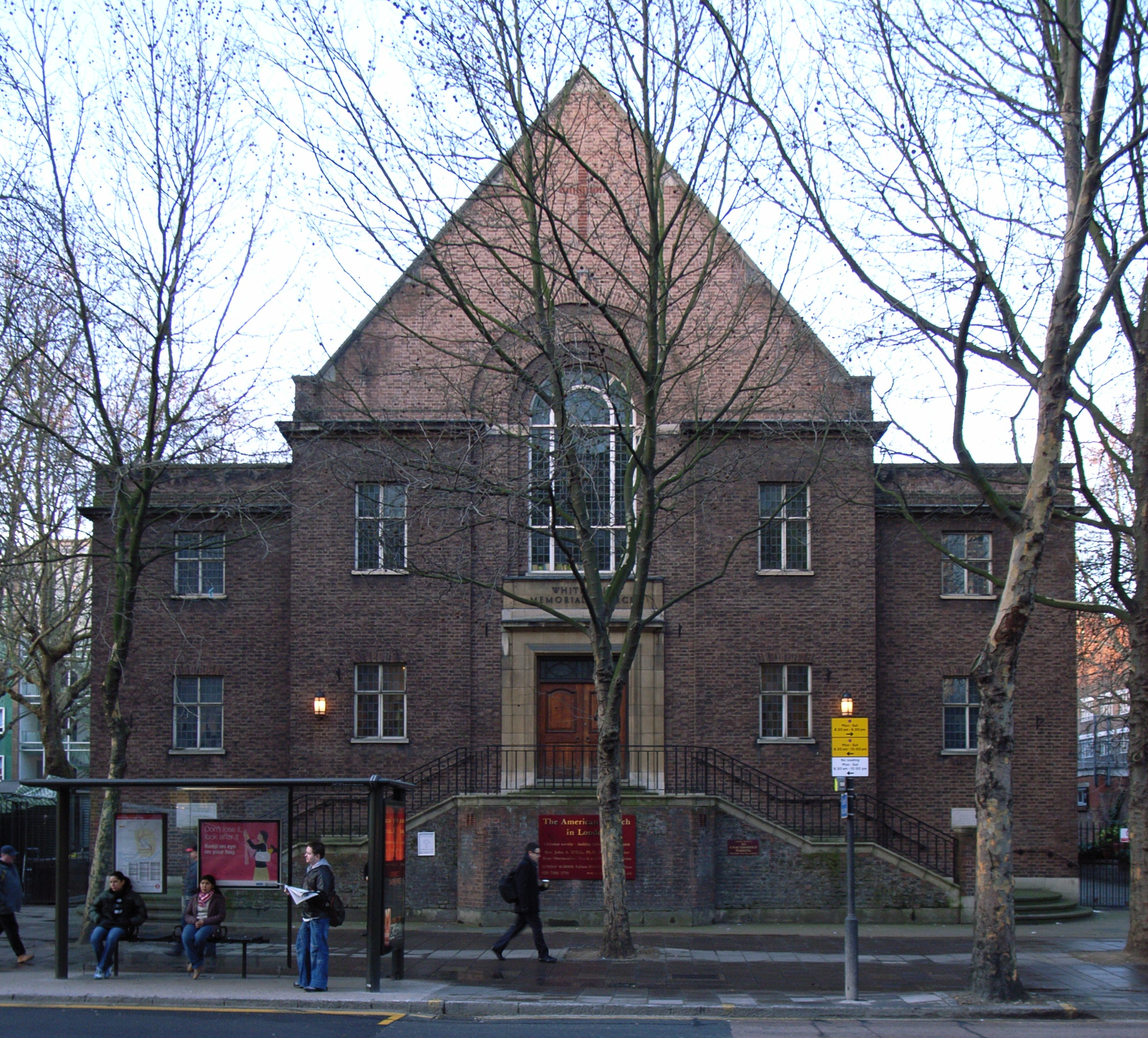

托定咸宫路怀特腓会幕（Whitefield's Tabernacle, Tottenham Court Road），又称“托定咸宫路礼拜堂”，是英国首都伦敦卡姆登区的一座教堂，1756年怀特腓兴建，1759年扩建。1770年，约翰·卫斯理在此处和芜田怀特腓会幕（Whitefield's Tabernacle, Moorfields）讲道《怀特腓牧师的去世》。
最初的教堂位于托登罕宮路西侧，介于托定咸街和豪兰街之间，周围被田野和花园环绕。1756年6月，怀特腓为其奠基，同年11月7日开放。由于广受欢迎，不久又进行扩建，到1759年完成。在教堂地下还预备了 valult，怀特腓希望他能和卫斯理兄弟安息于此。  
1890年，这座建筑推倒重建为怀特腓中心布道会。1945年圣枝主日，教堂被落在伦敦的最后一枚V2火箭摧毁。1957年建立了一座新教堂，空地成为公共道路。
自1976年以后，伦敦美国教会入驻新教堂，1972年他们被迫离开北Audley街房屋时，联合归正教会向其提供这里。目前，该堂驻有伦敦华人信义会和伦敦美国教会。毗邻的场地最近有一系列的说明画板，描述教堂历史上的各种场景，怀特腓与亨廷登伯爵夫人的联系，废除奴隶制的代表奥拉达·艾奎亚诺，在去世前不久住在怀特腓会幕附近。